# Голуб Олександр Андрійович
Олександр Андрійович Голуб (нар. 7 листопада 1951, Київ) — український хімік, термінолог, доктор хімічних наук, професор, декан факультету природничих наук Національного університету «Києво-Могилянська академія».

## Життєпис
Народився у Києві в родині вченого та лікарки. Батько, Андрій Голуб, був професором, завідувачем кафедри неорганічної хімії Київського державного університету ім. Т. Г. Шевченка, мати, Ада Голуб, працювала завідувачем студентської поліклініки університету ім. Т. Г. Шевченка.
Навчався в Київських школах №51, 87, 179, 186. У 1969 році вступив на хімічний факультет Московського державного університету ім. М. В. Ломоносова, у 1971 був переведений на хімічний факультет Київського державного університету ім. Т. Г. Шевченка, який закінчив у 1974 році з кваліфікацією хімік, викладач хімії.
У 1974–1976 роках працював на посаді інженера у Інституті фізичної хімії ім. Л. В. Писаржевського. У 1981 році захистив кандидатську дисертацію на тему «Координаційні сполуки ванадію(IV) у розчині та на поверхні аеросилу». З 1977 року працював на кафедрі неорганічної хімії Київського національного університету імені Тараса Шевченка. У 2002 році захистив докторську дисертацію на тему «Структурні особливості комплексоутворення на поверхні».
З 2014 року — професор кафедри хімії та декан факультету природничих наук Національного університету «Києво-Могилянська Академія». Читав курси «Фізичні методи дослідження неорганічних сполук», «Загальна та неорганічна хімія», «Неорганічна хімія», «Основи нанохімії та координаційна хімія поверхні», «Вступ до екологічної хімії».

## Наукова діяльність
У координаційній хімії обґрунтовував вплив іммобілізації на поверхні дисперсних носіїв на перебіг рівноваг комплексоутворення  та електронну і геометричну структуру утворюваних координаційних сполук. А також синтезу нових координаційних сполук на поверхні з важливими каталітичними, медико-біологічними та фізико-хімічними властивостями; синтез та біохімічні дослідження нанокомпозитів на основі фулеренів та інших ароматичних поверхонь для біонанотехнології та створення нових лікарських засобів.
Низка робіт присвячена питанням екологічної хімії й, зокрема, застосуванню іммобілізованих комплексів у екологічному каталізі, а також комплексному використанню геотермальної енергії .
Запропонував основні засади впровадження міжнародної хімічної термінології та номенклатури IUPAC в українську хімічну термінологію та номенклатуру в неорганічній хімії .
Займається розробкою протиракових нанотехнологій і препаратів для імуно-, хемоімунотерапії та фотодинамічної терапії, безпечних для організму методів боротьби з онкологічними захворюваннями , а також розробкою нанотехнологій і препаратів для лікування та заживлення ускладнених ран, трофічних виразок, опіків .
Член (2000–2012) та Голова (2003–2008) методичної комісії з хімії Науково-методичної ради Міністерства освіти та науки України. Голова галузевої експертної ради 10 "Природничі науки" Національного агентства з забезпечення якості вищої освіти.

## Вибрана бібліографія
- «Українська номенклатура в неорганічній хімії» (1992)

У співавторстві
- «Термінологічний посібник з хімії» (1996)
- «Періодична система хімічних елементів» (1996)
- «Пояснення до періодичної системи хімічних елементів» (1996)
- «Небезпечні хімічні речовини в природі, промисловості і побуті. Довідник експрес-інформації у символах» (1998)
- «Technological Riscs and Effects» (2002)
- «Оперування небезпечними хімічними речовинами» (2003)
- «Використання сучасної української хімічної термінології та номенклатури» (2005)
- Комп’ютерний англо-український Інтернет-словник з хімії (на основі компендіуму Міжнародної спілки чистої та прикладної хімії (IUPAC)“Gold Book”) (2006 р.)
- підручники «Загальна хімія» (2009), «Хімія» (2016)